# تشوو هوي
تشوو هوي (بالصينية: 朱暉,؛ بالإنجليزية: Choo Hoey) هو موزع سنغافوري، ولد في 20 أكتوبر 1934 في فلمبان في إندونيسيا.

## وصلات خارجية
- تشوو هوي على موقع ميوزك برينز (الإنجليزية)
- تشوو هوي على موقع ديسكوغز (الإنجليزية)